# TT119
La tombe thébaine TT 119 est située à Cheikh Abd el-Gournah, dans la nécropole thébaine, sur la rive ouest du Nil, face à Louxor en Égypte.
Datant du probablement du Moyen Empire, le nom de son occupant d'origine n'est pas connu ; elle a été réutilisée par un autre occupant dont le nom n'est également pas connu, durant les règnes d'Hatchepsout et Thoutmôsis III.